# Korytów (powiat kłodzki)
Korytów (niem. Koritau; 1937–1945 Kartau) – wieś sołecka położona w Polsce, w województwie dolnośląskim, w powiecie kłodzkim, w gminie Kłodzko. W latach 1975–1998 miejscowość administracyjnie należała do województwa wałbrzyskiego.

## Położenie geograficzne
Korytów jest niewielką wsią położoną w południowo-zachodniej Polsce, w Sudetach, w zachodniej części Kotliny Kłodzkiej. Od Kłodzka, stolicy gminy i powiatu, jest oddalony o 4 km na północny zachód. Wieś na zachodzie graniczy z Ruszowicami, na północy z Piszkowicami i Gołogłowami, na wschodzie z Kłodzkiem, a na południu z Roszycami i Mikowicami.
 Warunki naturalne
Korytów jest niewielką wsią położoną w pobliżu Kłodzka. Zajmuje lekko falisty obszar na wysokości około 325–240 m n.p.m. rozcięty przez Roszycki Potok i niewielkie prawe dopływy Ścinawki. Otoczenie wsi stanowią użytki rolne położone na bardzo dobrych glebach lessowych. W okolicy nie ma lasów, a jest jedynie dawny park pałacowy o powierzchni ok. 4,6 ha, w którym rośnie sporo starych drzew, głównie buków, dębów, grabów, świerków oraz sosen zwyczajnych i wejmutek. Park jest obecnie zdziczały. W 2018 roku dla zabytkowego parku pałacowego została opracowana przez Łukasza Przybylaka szczegółowa inwentaryzacja drzewostanu wraz z analizą historyczną i programem gospodarki drzewostanem.
W okolicy osady występuje jaspis.
Według danych z 2008 r. wieś zajmowała obszar 2,33 km², co stanowiło 0,92% powierzchni gminy Kłodzko.

## Demografia
Ludność Korytowa na przestrzeni stuleci kształtowała się w następujący sposób:
Korytów jest niewielką wsią. Najwięcej ludzi zamieszkiwało w niej w czasach dwudziestolecia międzywojennego. Po wojnie wieś wyludniała się mimo korzystnych warunków glebowo-klimatycznych oraz bliskiego położenia Kłodzka.

## Historia
Korytów należy do najstarszych wsi w okolicy Kłodzka. Powstał w okresie przedlokacyjnym, prawdopodobnie jako typowa słowiańska owalnica, przekształcona z czasem w wielodrożnicę. Nigdy nie było tu kościoła, a mieszkańcy początkowo należeli do parafii w Kłodzku. Już w 1291 r. król czeski Wacław II nadał dziesięcinę z Korytowa kościołowi w Kłodzku. W XIV istniało tu wolne sędziostwo. W 1376 r. wymieniony był sędzia Jacob Lywstein (Liebstein), który posiadał swoje dobra w okolicach Korytowa. W 1399 właścicielem wsi był Rembold Ratold (Donig von Zdanic). Sędziostwo istniało także wiek później, ale osada stanowiła wówczas lenno zamku kłodzkiego. Okresowo wchodziła także w skład dóbr Hannsa von Tschetterwanga. W końcu XV w. był posiadacz części państwa karpieńskiego – Jacob Stancko, wielokrotnie pojawiający się w dokumentach z lat 1487–1496. W 1499 r. w związku z dobrami, obejmującymi też Korytów wymieniany był Hans von Haugwitz.
| Rodzaj               | Powierzchnia (ha) | %      |
| -------------------- | ----------------- | ------ |
| użytki rolne         | 205               | 87,98% |
| tereny zamieszkane   | 14                | 6,01%  |
| lasy                 | 14                | 6,01%  |
| Powierzchnia wsi (Σ) | 233               | 100%   |

| 1291 | Choritowe   |
| 1319 | Choritaw    |
| 1376 | Koritau     |
| 1404 | Cororaw     |
| 1413 | Korothow    |
| 1416 | Korotauwern |
| 1487 | Karntaw     |
| 1488 | Korytau     |
| 1493 | Korytaw     |
| 1495 | Coritow     |
| 1496 | Kharitaw    |
| 1499 | Corythaw    |
| 1549 | Korithaw    |
| 1747 | Coritau     |
| 1816 | Koritau     |
| 1933 | Kartau      |
| 1945 | Korytów     |

Wieś nie była nigdy duża, ponieważ w okolicy znajdują się inne równie stare osady, wobec czego brakowało większego areału pól. W 1653 r. w Korytowie znajdowało się 16 gospodarstw. Na początku XVIII w. we wsi wzniesiono pałac, chociaż sama osada wchodziła w skład większych posiadłości magnackich, należących do czołowych ziemian w hrabstwie kłodzkim. W 1747 r. jego właścicielem był hrabia von Hartig. Mieszkało tu 4 kmieci, 13 zagrodników oraz chałupników. W 1765 r. właścicielem pałacu i wsi był radca handlowy Genedl. Majątek był oszacowany na ok. 13 tys. talarów, a mieszkało w nim 4 kmieci, 9 zagrodników i 7 chałupników, w tym 2 rzemieślników. Z kolei w 1782 r. Korytów należał do hr. Antona von Haugwitz. Oprócz pałacu wieś liczyła 24 domy, a mieszkało w niej 16 zagrodników i chałupników, w tym 4 rzemieślników. Jak widać wieś prawie nie rozwijała się.
W kolejnych latach właściciele często się zmieniali, i tak w 1825 r. był nim Franz Meese, a w 1840 r. Franz Kahlert. Dopiero wówczas wieś nieco rozwinęła się, ponieważ liczyła 30 budynków. Znajdował się tu pałac, folwark i 2 gorzelnie. W folwarku trzymano 590 merynosów, a wśród mieszkańców było 14 tkaczy chałupników, tkających bawełnę. Wieś posiada ładne położenie i interesujące zabytki, ale nigdy nie stała się miejscowością częściej odwiedzaną przez turystów. Wynikało to z jego położenia w najniższej części Kotliny Kłodzkiej, w sąsiedztwie miasta. W 1933 r. zmieniono nazwę wsi na mniej słowiańską w brzmieniu. Podczas II wojny światowej we wsi mieścił się niewielki obóz pracy przymusowej, w którym przebywali robotnicy polscy, przywiezieni głównie z województwa kieleckiego, a zatrudnieni w folwarku.
Po 1945 r. Korytów pozostał niewielką wsią rolniczą. W pałacu i zabudowaniach gospodarczych ulokowano Państwowe Gospodarstwo Rolne, które doprowadziło obiekt do ruiny. Wieś nie posiada wyraźnych perspektyw rozwojowych i przechodzi regres, który przybrał na sile po przemianach ustrojowo-gospodarczych po 1989 r.
Pałac został wykupiony przez Małgorzatę i Michała Adamczewskich, którzy starają się o jego modernizację oraz organizują na jego terenie festyny dla okolicznych mieszkańców.

## Zabytki
Do wojewódzkiego rejestru zabytków wpisane są obiekty:
- zespół pałacowy, z XVIII w., przebudowany w drugiej połowie XIX w:
  - park
  - pałac[20][21]

inne zabytki:
- barokowa figura św. Jana Chrzciciela z 1726 r., z ozdobnymi kartuszami herbowymi na postumencie, stoi przy wjeździe do parku Druga
- figura stoi koło domu mieszkalnego w pobliżu bramy gospodarczej pałacu
- pręgierz kamienny, wzniesiony w 1712 r., jeden z piękniejszych, zwieńczony chorągiewką z wykutą datą. Został zniszczony w latach 60. XX w., w niewyjaśnionych okolicznościach, stał kiedyś na skraju parku, koło pawilonu handlowego[22]
- cała zabudowa osady koncentruje się w pobliżu dwóch ulic przebiegających przez wieś. Zachowało się tutaj kilkanaście domów mieszkalnych i budynków gospodarczych, głównie murowanych oraz kilka drewnianych z XIX w. i początku XX w.

## Edukacja i kultura
Tutejsze dzieci w wieku 6-13 lat uczęszczają do szkoły podstawowej w Bierkowicach. Młodzież w wieku 13-16 lat pobiera naukę na poziomie gimnazjalnym w Gimnazjum Gminnym im. Władysława Reymonta w Kłodzku, a następnie w większości kształci się w szkołach średnich na terenie wspomnianego Kłodzka.
Większość mieszkańców Korytowa jest wyznania katolickiego. Należą oni do parafii katolickiej św. Jana Chrzciciela w Piszkowicach, utworzonej w XIV w., wchodzącej w skład dekanatu kłodzkiego, należącego do diecezji świdnickiej. Jej proboszczem jest ks. Jan Władysław Kwiatkowski.

## Administracja
Korytów po zakończeniu II wojny światowej znalazł się w granicach Polski. Wszedł w skład województwa wrocławskiego, powiatu kłodzkiego i gminy Kłodzko. Po likwidacji gmin w 1954 r. i powołaniu w ich miejsce gromad Korytów znalazł się w gromadzie Bierkowice. Po zmianach w administracji terenowej w latach 70. XX w. osada weszła ponownie w skład gminy Kłodzko i województwa wałbrzyskiego.
Ostatnia zmiana miała miejsce w 1990 r., kiedy to na terenie gminy utworzono sołectwa jako jednostki pomocniczego podziału administracyjnego, którego jedna z siedzib znalazła się w Korytowie. Na jego czele stoi sołtys, jako jednoosobowy organ władzy wykonawczej.
Mieszkańcy wsi wybierają do Rady Gminy dwóch radnych co 4 lata, tworząc wspólny okręg wyborczy z Mikowicami, Roszycami, Ruszowicami, Piszkowicami, Gorzuchowem, Kamieńcem, Bierkowicami, Gołogłowami, Święckiem i Łączną.

## Infrastruktura

### Transport
Korytów leży na uboczu ważnych szlaków komunikacyjnych ziemi kłodzkiej. Przez wieś przebiega lokalna droga z Kłodzka do Kamieńca. Komunikację autobusową zapewnia PKS Kłodzko. W samej wsi znajduje się przystanek autobusowy. Najbliższa stacja kolejowa znajduje się w Bierkowicach.

### Bezpieczeństwo
W zakresie ochrony przeciwpożarowej oraz innych miejscowych zagrożeń – Korytów podlega rejonowi działania Powiatowej Straży Pożarnej oraz Komendzie Powiatowej Policji w Kłodzku. Funkcję dzielnicowego pełni mł. asp. Krzysztof Pinkiewicz z ósmego rejonu służbowego. Podstawową opiekę medyczną zapewnia Zespół Opieki Zdrowotnej w Kłodzku.

## Gospodarka
Korytów jest wsią rolniczą, jednak znajduje się tu tylko 12 gospodarstw rolnych oraz POHZ z Piszkowic. Z pracy w rolnictwie utrzymywało się w 1978 r. ok. 48% ludności czynnej zawodowo, natomiast 10 lat później aż 93%, chociaż o połowę zmalała przez ten okres liczba gospodarstw. Część mieszkańców pracuje w sąsiednim Kłodzku i innych miejscowościach. Wieś pozbawiona jest zaplecza handlowo-usługowego.